# Ciccio Franco
Francesco Franco soprannominato Ciccio (Reggio Calabria, 28 marzo 1930 – Reggio Calabria, 16 novembre 1991) è stato un politico, sindacalista e attivista italiano, dirigente del Movimento Sociale Italiano e senatore. 
La sua figura acquisì particolare notorietà per il suo ruolo di "capopopolo" durante i cosiddetti Moti di Reggio del 1970.

## Biografia
Sindacalista neofascista della CISNAL (sindacato del settore ferroviario schierato con la destra, facente capo al Movimento Sociale Italiano), Franco ne divenne segretario per la provincia di Reggio Calabria. In questo periodo si guadagnò il soprannome di "Il Capo del Rione Sbarre".

### Moti di Reggio

Ciccio Franco tiene un comizio durante i moti di Reggio

Nel luglio del 1970, quando la scelta della sede della Giunta della Regione Calabria era caduta su Catanzaro, si scatenarono le rimostranze dell'amministrazione comunale reggina guidata dal democristiano Pietro Battaglia. Fu proclamato lo sciopero per il 13 giugno. Franco assunse la guida della rivolta popolare che a breve coinvolse la stragrande maggioranza del popolo reggino. I moti nella città di Reggio Calabria lo hanno visto leader del Comitato d'azione per Reggio Capoluogo, movimento popolare nato nel 1969 da ambienti legati alla DC, al PLI, al PRI e ovviamente all'MSI. Ad esso si aggiunsero altri comitati.
Dapprima, a supporto dell'insurrezione, Franco promosse anche iniziative violente che non furono condivise dal partito, che vedeva nella rivolta una vicenda troppo legata ai movimenti anarchici e alla sinistra di Lotta Continua. Presto, però, gli ambienti di estrema sinistra vennero indeboliti dalle discordie interne, e Franco divenne di fatto l'uomo-simbolo dell'insurrezione. Si deve a Franco il recupero, per l'occasione, del motto fascista Boia chi molla, utilizzato il 14 luglio 1970 e divenuto presto lo slogan dell'insurrezione.
Il 30 luglio seimila persone in piazza Italia ascoltarono gli esponenti del Comitato d'azione: parlarono Fortunato Aloi (MSI), Ciccio Franco della CISNAL, e l'industriale del caffè Demetrio Mauro.
(Ciccio Franco)
Il 17 settembre 1970 Franco fu arrestato insieme ad altri capi della rivolta con l'accusa di: istigazione a delinquere e apologia di reato per poi essere rimesso in libertà il 23 dicembre 1970. Ma alla notizia dell'arresto la reazione fu devastante: due armerie furono prese d'assalto e circa cinquecento persone assaltarono la Questura. Un poliziotto, Vincenzo Curigliano, di 47 anni, morì colpito da infarto.

Ciccio Franco intervistato da Oriana Fallaci durante la latitanza (1971)

Nuovamente ricercato dalla polizia, nel febbraio 1971 fu per breve tempo latitante. In questo periodo, fu raggiunto nel suo rifugio segreto da Oriana Fallaci, che lo intervistò per il settimanale l'Europeo
(Ciccio Franco intervistato da Oriana Fallaci nel febbraio 1971)
Quando il 23 febbraio 1971 la polizia entrò in armi nel Rione Sbarre, nel quartiere di Franco, la rivolta fu soppressa con la forza.
Nello stesso anno collaborò ad Avanguardia Nazionale.

### Attentati del 1972
Nel 1972 Franco fu indagato per aver distribuito, il 14 ottobre, dei volantini ostili alla manifestazione antifascista organizzata dai movimenti dei sindacati operai ed edili di tutta Italia nella città di Reggio Calabria. La notte prima del 22 ottobre, giorno della manifestazione, otto bombe esplosero su treni diretti a Reggio. Le indagini successive alla querela riguardante fatti di provocazione e terrorismo si conclusero con la sua assoluzione.

### L'elezione al Senato
Si candidò a senatore per il MSI-DN alle elezioni politiche del 1972, risultando eletto per il collegio di Catanzaro col 36,2% dei voti, un record per il suo partito.
Durante l'esperienza politica al Senato, Franco fu criticato ferocemente dal senatore socialista Salvatore Frasca per il ruolo avuto nei fatti di Reggio.
(Salvatore Frasca, Seduta Parlamentare del 2 febbraio 1973)
Ma queste accuse a Franco come ad Aloi, nella successiva inchiesta del 1994, che riguardò l'operato del MSI reggino al tempo dei fatti di Reggio si dimostrarono infondate tanto che gli indagati, già al termine dell'istruttoria, furono prosciolti.
Negli anni a seguire Ciccio Franco fu sempre rieletto al Senato, nelle quattro legislature successive, e morì di ictus nel 1991 all'età di 61 anni. Nel 1992, in occasione della prima ricorrenza della morte di Franco Gianfranco Fini, all'epoca segretario del MSI, pronunciò:
(Gianfranco Fini ricordando Ciccio Franco)

### L'inchiesta del 1994
Secondo le rivelazioni di Giacomo Lauro un pentito della 'Ndrangheta, avvenute nel novembre 1993, alcuni esponenti del Comitato d'azione per Reggio Capitale che era guidato da Franco, avrebbero commissionato alla 'Ndrangheta alcune azioni eversive tra cui il deragliamento del treno di Gioia Tauro, avendo ottenuto finanziamenti da alcuni industriali reggini come Demetrio Mauro (imprenditore del caffè) e l'armatore Amedeo Matacena (padre di Amedeo Matacena). Le parole di Lauro furono confermate anche da Carmine Dominici che all'epoca era suo compagno di cella.
Le dichiarazioni di Lauro provocarono il coinvolgimento di ex dirigenti dell'MSI, come il generale Vito Miceli e l'ammiraglio Gino Birindelli, che si sosteneva avessero avuto rapporti stretti con Junio Valerio Borghese, e come Fortunato Aloi, il senatore Renato Meduri di Alleanza Nazionale con la 'ndrangheta ipotizzando un piano preciso per destabilizzare il paese a partire dal sud, dopo l'inizio da nord della strategia della tensione. Tutti i personaggi coinvolti nell'inchiesta furono prosciolti in fase istruttoria ad eccezione di Giacomo Lauro, che condannato per il reato di concorso anomalo in omicidio plurimo, fu prescritto.

## Riconoscimenti
Il 14 luglio 2006, nel giorno del trentasettesimo anniversario dei Moti di Reggio, l'amministrazione comunale di Reggio Calabria, su iniziativa del sindaco Giuseppe Scopelliti, esponente di Alleanza Nazionale, ha voluto intitolare a Francesco Franco l'ex Arena dello Stretto (ora Anfiteatro Senatore Ciccio Franco).
Nel discorso inaugurale, Giuseppe Scopelliti definì Franco come "un modello per la destra di oggi", concludendo che:
(Giuseppe Scopelliti, sindaco di Reggio Calabria e poi governatore della regione.)